# South Abaco
South Abaco è  un distretto delle Bahamas situato nella parte meridionale dell'Isole Abaco. 